# Унгурень (Гергіца, Прахова)
Унгурень, Унгурені (рум. Ungureni) — село у повіті Прахова в Румунії. Входить до складу комуни Гергіца.
Село розташоване на відстані 42 км на північ від Бухареста, 25 км на південний схід від Плоєшті, 109 км на південний схід від Брашова.

## Населення
За даними перепису населення 2002 року у селі проживали 386 осіб, усі — румуни. Усі жителі села рідною мовою назвали румунську.